# Álex Baena
Alejandro "Álex" Baena Rodríguez (* 20. července 2001, Roquetas de Mar) je španělský profesionální fotbalista, který hraje jako levé křídlo nebo útočný záložník za Villarreal CF a národní tým Španělska.

## Klubová kariéra
Od roku 2011 hrál za přípravku Villarealu. V roce 2019 odehrál své první zápasy za „C“ a „B“ tým. Od roku 2021 hraje za „A“ tým, z kterého byl pouze v letech 2021–22 na hostování v Gironě.

## Reprezentační kariéra
Baena nastoupil za všechny mládežnické týmy Španělska. V roce 2017 začal hrát za reprezentaci U16. Později hrál za reprezentace U17, U18, U19, U20 a U21.
V roce 2023 začal hrát za seniorskou reprezentaci. Za reprezentaci odehrál 5 zápasů a vstřelil gól.
| # | Datun         | Místo                                  | Pořadí utkání | Soupeř | Skóre na | Výsledek utkání | Soutěž                                            |
| - | ------------- | -------------------------------------- | ------------- | ------ | -------- | --------------- | ------------------------------------------------- |
| 1 | 12. září 2023 | Nuevo Los Cármenes, Granada, Španělsko | 1.            | Kypr   | 5:0      | 6:0             | Kvalifikace na Mistrovství Evropy ve fotbale 2024 |